# کناره (مرودشت)
کناره (مرودشت)، شهری از توابع بخش مرکزی شهرستان مرودشت در استان فارس ایران است. کناره با ۶٬۵۷۱ نفر جمعیت، پرجمعیت‌ترین روستای شهرستان مرودشت و استان فارس است.
اهالی بومی روستای کناره فارسی زبان (در اصطلاح بومی: تاجیک) هستند.

## جمعیت
این روستا در دهستان کناره قرار دارد و براساس سرشماری مرکز آمار ایران در سال ۱۳۹۵، جمعیت آن ۶٬۵۷۱ نفر (۲٬۰۳۳ خانوار) بوده‌است.

## رتبه در استان
روستای کناره مرکز دهستان کناره با ۶،۵۷۱تن جمعیت طبق آمار رسمی سازمان آمار ایران در سرشماری عمومی نفوس و مسکن سال ۹۵ بزرگترین روستای شهرستان مرودشت و بزرگترین روستای بزرگ استان فارس است و از ۵۳ شهر استان جمعیت بیشتری دارد که در زیر آمده است. 
- منبع: فهرست شهرهای استان فارس
- منبع  فهرست روستاهای بزرگ استان فارس

| ردیف | نام شهر       | نام شهرستان  | تاریخ تاسیس شهرداری | جمعیت (۱۳۹۵) |
| ---- | ------------- | ------------ | ------------------- | ------------ |
| ۱    | ایج           | استهبان      | ۱۳۸۲                | ۶٬۲۴۶        |
| ۲    | خومه‌زار       | ممسنی        | ۱۳۸۹                | ۶٬۲۲۰        |
| ۳    | کنارتخته      | کازرون       | ۱۳۸۹                | ۶٬۰۸۱        |
| ۴    | بالاده        | کازرون       | ۱۳۷۹                | ۵٬۹۷۲        |
| ۵    | ششده          | فسا          | ۱۳۶۹                | ۵٬۹۶۰        |
| ۶    | میان‌شهر       | فسا          | ۱۳۹۲                | ۵٬۹۱۲        |
| ۷    | ایزدخواست     | آباده        | ۱۳۷۸                | ۵٬۹۱۰        |
| ۸    | فاروق         | مرودشت       | ۱۳۹۸                | ۵٬۸۶۰        |
| ۹    | امام‌شهر       | قیر و کارزین | ۱۳۸۷                | ۵٬۸۰۳        |
| ۱۰   | معزآباد جابری | خرامه        | ۱۳۹۸                | ۵٬۷۸۵        |
| ۱۱   | رونیز         | استهبان      | ۱۳۶۹                | ۵٬۷۶۰        |
| ۱۲   | ارد           | گراش         | ۱۳۹۷                | ۵٬۴۴۳        |
| ۱۳   | مبارک‌آباد     | قیر و کارزین | ۱۳۸۷                | ۴٬۷۰۷        |
| ۱۴   | وراوی         | مهر          | ۱۳۸۲                | ۴٬۶۲۲        |
| ۱۵   | مشکان         | نی‌ریز        | ۱۳۸۱                | ۴٬۶۱۷        |
| ۱۶   | طسوج          | کوار         | ۱۳۹۷                | ۴٬۵۵۵        |
| ۱۷   | دهکویه        | لارستان      | ۱۳۹۸                | ۴،۵۲۳        |
| ۱۸   | زنگی آباد     | مرودشت       | ۱۳۹۸                | ۴٬۲۷۳        |
| ۱۹   | عمادشهر       | لارستان      | ۱۳۸۹                | ۴،۲۳۵        |
| ۲۰   | خاوران        | خفر          | ۱۳۶۱                | ۴،۳۳۲        |
| ۲۱   | فدامی         | داراب        | ۱۳۸۷                | ۴،۰۹۷        |
| ۲۲   | علامرودشت     | لامرد        | ۱۳۷۶                | ۴،۰۶۸        |
| ۲۳   | خان زنیان     | شیراز        | ۱۳۸۷                | ۴،۰۲۷        |
| ۲۴   | کره‌ای         | سرچهان       | ۱۳۸۲                | ۳،۹۵۴        |
| ۲۵   | دژکرد         | اقلید        | ۱۳۸۷                | ۳،۹۲۴        |
| ۲۶   | هماشهر        | سپیدان       | ۱۳۸۹                | ۳،۸۵۲        |
| ۲۷   | نوجین         | فراشبند      | ۱۳۸۸                | ۳،۷۶۹        |
| ۲۸   | فال           | مهر          | ۱۳۹۷                | ۳،۷۵۷        |
| ۲۹   | کامفیروز      | مرودشت       | ۱۳۸۲                | ۳،۷۱۳        |
| ۳۰   | خیرآباد       | خرامه        | ۱۳۹۸                | ۳۷۰۱         |
| ۳۱   | رستاق         | داراب        | ۱۳۹۷                | ۳٬۵۹۸        |
| ۳۲   | مزایجانو      | بوانات       | ۱۳۹۱                | ۳،۵۶۷        |
| ۳۳   | دهرم          | فراشبند      | ۱۳۸۸                | ۳،۴۶۸        |
| ۳۴   | کوهنجان       | سروستان      | ۱۳۸۹                | ۳،۲۸۱        |
| ۳۵   | خوزی          | مُهر          | ۱۳۹۱                | ۳،۲۴۵        |
| ۳۶   | کوپن          | رستم         | ۱۳۹۱                | ۳،۲۳۷        |
| ۳۷   | اهل           | لامرد        | ۱۳۷۵                | ۳،۱۷۹        |
| ۳۸   | حسامی         | سرچهان       | ۱۳۸۹                | ۳،۱۳۱        |
| ۳۹   | سورمق         | آباده        | ۱۳۸۴                | ۳،۰۵۰        |
| ۴۰   | اسیر          | مُهر          | ۱۳۸۹                | ۳،۰۴۲        |
| ۴۱   | خانمین        | مرودشت       | ۱۳۹۱                | ۳،۰۲۰        |
| ۴۲   | دوبرجی        | داراب        | ۱۳۸۸                | ۲،۹۰۷        |
| ۴۳   | قطرویه        | نی‌ریز        | ۱۳۸۸                | ۲،۸۹۵        |
| ۴۴   | نودان         | کوه‌چنار      | ۱۳۷۹                | ۲،۸۹۲        |
| ۴۵   | افزر          | قیر و کارزین | ۱۳۸۴                | ۲،۶۵۷        |
| ۴۶   | رامجرد        | مرودشت       | ۱۳۸۸                | ۲،۵۵۰        |
| ۴۷   | نوبندگان      | فسا          | ۱۳۸۴                | ۲،۴۱۰        |
| ۴۸   | چاه ورز       | لامرد        | ۱۳۹۷                | ۲،۳۹۱        |
| ۴۹   | حسن آباد      | اقلید        | ۱۳۸۸                | ۲،۰۴۵        |
| ۵۰   | سلطان‌شهر      | خرامه        | ۱۳۹۱                | ۱،۹۲۸        |
| ۵۱   | مادرسلیمان    | پاسارگاد     | ۱۳۹۱                | ۱،۵۴۶        |
| ۵۲   | بابامنیر      | ممسنی        | ۱۳۹۱                | ۱،۳۷۹        |
| ۵۳   | دوزه          | جهرم         | ۱۳۸۹                | ۱،۳۴۸        |